# Plano Trienal de Desenvolvimento Econômico e Social
Proposto pelo Ministro do Planejamento Celso Furtado no governo de João Goulart, o Plano TRIENAL era uma resposta política para a disparada da inflação, que se encontrava em 1963 na taxa de 78,4%, e a deterioração do comércio externo.

## Diretrizes do plano
O plano foi elaborado em apenas três meses por uma equipe liderada por Celso Furtado. O objetivo do plano era retomar o crescimento do PIB em 7% dos governo anteriores, depois do fracasso completo das políticas econômicas iniciais de João Goulart, e também iniciar pela primeira vez um plano de distribuição de renda.
Este plano partia do princípio da substituições das importações gradualmente, colocando a culpa da disparada dos preços nos desequilibrios estruturais da economia brasileira, ignorando o efeito do ágio cambial sobre os preços. 
Para alcançar a performance de 7%, foram alocados 3,5 trilhões de cruzeiros para investimentos, a preços de 1962, supondo que isto ocasionaria num aumento da renda per capita de US$ 323,00 em 1962, para US$ 363,00 até 1965. Era esperado também um crescimento surreal de 70% da indústria. Para tanto, foram estabelecidas metas setoriais, de 4,3 milhões de toneladas de lingotes de aço até 1965, 190 mil automóveis e 270 mil caminhões e crescimento da capacidade instalada geradora de energia para 7 432.00 kW em 1965.
Os objetivos eram extremamente contraditórios evidenciando o péssimo planejamento: aumento dos impostos e tarifas, ignorando o efeito sobre os investimentos privados, redução do desperdício público, mesmo assim, aumentando os salários, captação de dinheiro do mercado de capitais, mas não se criou nenhuma regra regulatória para tanto, e uma tentativa de conseguir recursos externos mesmo com a crescente hostilidade ao capital estrangeiro.
Dentre os objetivos do mesmo, ainda podemos ressaltar:
1. Assegurar uma taxa de crescimento da renda nacional compatível com as expectativas de melhoria de condições de vida que motiva-se o povo brasileiro. Essa taxa foi estimada em 7%, correspondendo a 3,9% de crescimento da renda per capita;
2. Reduzir progressivamente a pressão inflacionária, para que o sistema econômico recuperasse uma adequada estabilidade de nível de preços, cujo incremento não deveria ser superior, em 1963, à metade do observado no ano corrente. Em 1965, esse incremento deveria aproximar-se de 10%;
3. Criar condições para que os frutos do desenvolvimento se distribuam de maneira cada vez mais ampla pela população, cujos salários reais deveriam crescer com taxa idêntica ao aumento da produtividade do conjunto da economia, demais dos ajustamentos decorrentes da elevação do custo de vida;
4. Intensificar substancialmente a ação do Governo no campo educacional, da pesquisa científica e tecnológica, e da saúde pública, a fim de assegurar uma rápida melhoria do homem como fato de desenvolvimento e de permitir o acesso de uma parte crescente da população aos frutos do progresso cultural;
5. Orientar adequadamente o levantamento dos recursos naturais e a localização da atividade econômica, visando desenvolver as distintas áreas do país e a reduzir as disparidades regionais de níveis de vida, sem com isso aumentar o custo social do desenvolvimento;
6. Eliminar progressivamente os entraves de ordem institucional responsáveis pelo desgaste de fatores de produção e pela lenta assimilação de novas técnicas em determinados setores produtivos. Dentre esses obstáculos de ordem institucional, destacava-se a atual estrutura agrária brasileira, cuja transformação deverá ser promovida com eficiência e rapidez;
7. Encaminhar soluções visando a refinanciar adequadamente a dívida externa, acumulada principalmente no último decênio, a qual, não sendo propriamente grande, pesava desmesuradamente no balanço de pagamentos por ser quase toda a curto e médio prazos. Também se trataria de evitar agravação na posição de endividamento do país no exterior, durante o próximo triênio;
8. Assegurar ao Governo uma crescente unidade de comando dentro de sua própria esfera de ação, submetendo as distintas agências que o compunham às diretrizes de um plano que visasse à consecução simultânea dos objetivos anteriormente indicados.

Desta forma, a ação do Governo seria exercida através de um conjunto de medidas, mutuamente compatíveis, orientadas para dois objetivos:
1. assegurar que se realizasse o montante de investimentos requeridos para que fosse alcançada a taxa de crescimento prevista; e
2. orientar esses investimentos para que a estrutura da produção se ajustasse, com mínimo desperdício de recursos, à evolução da demanda e, em particular, às necessidades de substituição de importações determinadas pelas limitações da capacidade para importar.

Em Furtado (1997) encontra-se o seguinte trecho que revela a motivação do economista na formulação do Plano Trienal: “[...] contra a ortodoxia dos monetaristas, esposada e imposta pelo FMI, que era possível conduzir a economia com relativa estabilidade sem impor-lhe a purga recessiva.”.

## Resultados
O plano estava condenado ao fracasso antes mesmo da derrubada do governo Goulart, começando pela falha em atingir os 25% como meta inflacionaria, e o crescimento de 0,6% do PIB em 1963. Em 1964 a inflação geral fechou em 91,8%.
Apesar do fracasso, deve-se levar em conta a situação em que o Plano Trienal foi formulado: o curto espaço de tempo, utilizando-se de informações e estatísticas não confiáveis, a falta de experiência brasileira até então com este tipo de plano e desconhecimento dos efeitos das políticas adotadas. O Plano Trienal, sob esse ponto de vista, foi importante para melhorar os esforços de planejamento do país.
A falha do Plano Trienal criou uma séria crise institucional. João Goulart, em uma atitude de desespero ao final do plano, passou a fazer uso de decretos-lei, tentando nacionalizar várias empresas privadas de petróleo, e desapropriando algumas áreas para fins de uma suposta reforma agrária, causando a ira das classes média e alta brasileiras, já desgastadas pela má condição econômica, o que estimulou a derrubada do governo.

## Diagnóstico dos problemas dos anos 1960 com propostas de diretrizes gerais de ações que suportariam as fontes de instabilidade da economia
Avaliava-se que o elevado nível de investimentos previstos no plano só poderia realizar-se em condições de crescente diminuição da pressão inflacionária, o que exigia uma planificação dos dispêndios públicos com base num esquema de financiamento compatível com os investimentos privados esperados, com a política salarial e com o comportamento do setor externo.
Havia uma ênfase importante na consideração da forma pela qual dever-se-ia financiar o déficit do Tesouro, captando necessariamente recursos do setor privado, sem afetar o nível de investimentos. A estratégia adotada para reduzir a pressão inflacionária sem prejuízo da taxa de crescimento apoiava-se num conjunto de medidas de ação convergente, que incluíam:
- a) elevação da carga fiscal;
- b) redução do dispêndio público programado;
- c) captação de recursos do setor privado no mercado de capitais; e
- d) mobilização de recursos monetários.

A conjugação de todos esses fatores viria a dar coerência às políticas fiscal, monetária, cambial e salarial. Porém, avaliava-se que a existência de um banco central e de instituições bancárias distintas era essencial, de sorte que se propunha a realização de reformas bancária e administrativa.

## A pré-concepção do Plano
Na tarde de 27 de setembro de 1962, em solenidade no Palácio do Planalto, o presidente João Goulart assinou com referendo do primeiro-ministro Hermes Lima, a nomeação de Celso Furtado¹ como ministro extraordinário do gabinete parlamentarista. O cargo, criado dois dias antes, previa que o ministro elaboraria um plano para o país, a ser apresentado ao Conselho de Ministros até o final do ano. Surgiu assim o Plano Trienal de Desenvolvimento Econômico e Social 1963-1965. Durante a cerimônia, o presidente lembrou que “a posse de um ministro de Estado com a responsabilidade de elaborar o plano de desenvolvimento nacional” representava um fato marcante na vida política do país.
 Dava em seu discurso as linhas gerais do que pretendia:
“De imediato, necessita o governo de uma radiografia geral do Brasil. Pelo conhecimento de nossas realidades econômicas e sociais, adquirimos a convicção de que o desenvolvimento exige modificações estruturais na economia brasileira. Mas a realização acertada dessas modificações pressupõe o planejamento, sem o qual condenamos o país ao agravamento dos antagonismos sociais. Não será demais afirmar que o novo ministro tem sobre seus ombros responsabilidade das mais elevadas: a de elaborar um plano de recuperação nacional²”.
1. Membro da CEPAL, Comissão Econômica Para a América Latina, e chefiava a SUDENE em 1962.
2. Jornal do Comercio, 28 de setembro de 1962.

## Indicadores do Plano
Inflação:
- A inflação acumulada de 1960 foi de 25,4%.
- A inflação acumulada de 1961 foi de 34,7%.
- A inflação acumulada de 1962 foi de 50,1%.
- A inflação acumulada de 1963 foi de 78,4%.

Fonte: www.almanaquefolha.com.br

## Diagnóstico do Plano
- Diagnóstico da Inflação: Inflação de demanda causada por déficits públicos/ inflação estrutural
- Estratégia de combate: Gradualista
- Inflação Corretiva: Sim
- Política Fiscal: Contenção dos Gastos Públicos
- Política Monetária: Controle sobre a expansão monetária e do crédito
- Política Cambial: Realismo Cambial
- Política Salarial: Os salários deveriam crescer juntamente com a produtividade/Nenhuma regra salarial

Fonte: Estud. Econ. vol.43 no.1 São Paulo Jan./Mar. 2013

## Observações Sobre o Plano
O Plano Trienal representa a primeira tentativa de tratar de maneira integrada e global as demandas conflitantes de desenvolvimento, estabilidade e reformas de base. Conforme assinala Ianni, “o Plano Trienal [...] foi o primeiro instrumento de política econômica global e globalizante, dentre todos os formulados até então pelos diversos Governos do Brasil. Em comparação com os planos, programas, comissões, institutos, departamentos e superintendências criados pelos Governos anteriores, o Plano Trienal correspondeu a uma fase mais avançada de elaboração conceptual e analítica” (IANNI, 1986, p. 209).
Não obstante, os planejadores tiveram o cuidado de formular um conjunto de medidas de curto e médio prazo para o tratamento de cada um dos três grandes problemas da crise do início dos anos sessenta. A tarefa mais imediata, segundo os planejadores, era “planejar a estabilização em condições de desenvolvimento”, ficando para “uma fase subsequente, planejar a intensificação do desenvolvimento sem comprometer a estabilidade” (PLANO TRIENAL, 1962, p. 18).

## Críticas ao Plano
Entre as forças políticas em conflito. Não faltava, dentre as vozes mais influentes no debate político econômico, quem considerasse o assunto uma “balela”, como o “decano dos economistas brasileiros”, Eugênio Gudin, que afirmava, com o intuito de desqualificação dos defensores das reformas, que “é preciso ser integralmente (não parcialmente) imbecil para acreditar que essas reformas, quase todas desaconselháveis, aliás, possam ter qualquer influência sobre o progresso econômico e social do País” (GUDIN, 1965, p. 128).
Era difícil escapar à conclusão de que as demandas pelas reformas de base, veiculadas mais intensamente pelas organizações das classes populares e por setores nacionalistas e de esquerda, receberam um tratamento apenas superficial, permanecendo muito aquém de se constituírem  como objeto de um planejamento detalhado e viável, diferentemente do que ocorrera com a demanda pela estabilidade monetária.
“As reformas bancária, administrativa e agrícola são objetos de recomendações simbólicas e jornalísticas, nuns poucos parágrafos superficiais” (BAER, 1962, p. 111).
Além disso, é necessário lembrar que as autoridades dos Ministérios do Planejamento e da Fazenda, responsáveis pelo Plano Trienal, não possuíam prerrogativas decisórias em torno das questões atinentes às reformas de base. Cabia ao Congresso Nacional e não ao poder Executivo deliberar sobre o assunto. Os instrumentos de política econômica sob o controle direto do Executivo limitavam-se às políticas monetária, cambial e, em menor medida, fiscal. 